# 이노촌 (지바현)
이노촌(飯野村)은 지바현 기미쓰군에 일찍이 존재했던 촌이다. 현재의 훗쓰시 북부에 해당한다.

## 역사
- 1889년 4월 1일 - 정촌제 시행에 의해 스에군 이노촌이 성립하였다.
- 1897년 4월 1일 - 스에군이 통합에 의해 기미쓰군이 되었다.
- 1955년 3월 31일 - 훗쓰정, 아오호리정과 합병해, 새로운 훗쓰정이 신설되어, 동일 이노촌은 폐지되었다.

## 교통

### 철도
- 일본국유철도 (→ 동일본 여객철도)
  - 기사라즈선 마을 지역을 지나고 있지만 역은 존재하지 않았다.